# Crying Shame
Crying Shame è un singolo del gruppo musicale britannico Motörhead, secondo estratto dal ventunesimo album in studio Aftershock e pubblicato il 28 marzo 2015.
Si tratta di un pezzo hard rock dalle sfumature blues con le chitarre di Phil Campbell in bella presenza, ed è stato anche accompagnato da un lyric video.

## Tracce
Download digitale
1. Crying Shame – 3:16
2. Crying Shame (Video) – 4:23

## Formazione
- Lemmy Kilmister – voce, basso
- Phil Campbell – chitarra
- Mikkey Dee – batteria